# Сіверське
Сі́верське (до 2024 року — Червоний Шлях) — село в Україні, в Ізюмському районі Харківської області. Населення становить 18 осіб. До 2020 року орган місцевого самоврядування — Міловська сільська рада.

## Назва
19 вересня 2024 року Верховна Рада підтримала перейменування села Червоний Шлях на Сіверське. 26 вересня 2024 року перейменування набуло чинності.

## Географія
Село Сіверське знаходиться на березі річки Сіверський Донець. На протилежному березі багато озер, боліт, порослих лісом (вільха). На південному заході зростає дубовий ліс.

## Історія
12 червня 2020 року, відповідно до Розпорядження Кабінету Міністрів України  № 725-р «Про визначення адміністративних центрів та затвердження територій територіальних громад Харківської області», увійшло до складу Балаклійської міської територіальної громади.
19 липня 2020 року, в результаті адміністративно-територіальної реформи та ліквідації Балаклійського району, село увійшло до складу новоутвореного Ізюмського району.

## Економіка
В селі є вівце-товарна ферма.

## Пам'ятки
- В околиці села численні крейдяні відкладення.
- Малобудківське поховання за обрядом кремації було виявлено Ю. В. Буйновим біля села Червоний Шлях.